# Sozialdienst katholischer Frauen
Der Sozialdienst katholischer Frauen (SkF) ist ein Frauen- und Fachverband in der katholischen Kirche, der 1899 inoffiziell und 1900 offiziell von der Zentrumspolitikerin Agnes Neuhaus (1854–1944) und der Sozialreformerin Marie Le Hanne (1848–1921) unter dem Namen Verein vom Guten Hirten gegründet wurde.

## Geschichte des SkF
Die Gründungsidee des SkF war, Frauen, die in Notsituationen sind, von Frauen Hilfe zukommen zu lassen. 1899 zunächst unter dem Namen Verein vom Guten Hirten gegründet, kam es 1901 zu einer Änderung des Verbandsnamens in Katholischer Fürsorgeverein für Mädchen und Frauen. 1903 kam es zu einer weiteren Namensänderung in Katholischer Fürsorgeverein für Mädchen, Frauen und Kinder. Im Nationalsozialismus wurde die Arbeit des Vereins durch die Machthaber stark behindert. Erst 1968 wurde der Name in Sozialdienst katholischer Frauen (SkF) geändert.
Im Jahr 2023 wurde dem SkF der Oswald-von-Nell-Breuning-Preis verliehen.

## Arbeitsgebiet des SkF
Der SkF arbeitet heute insbesondere in folgenden sozialen Bereichen:
- Beratung und Hilfe im Rahmen der Kinder- und Jugendhilfe,
- Beratung und Hilfe im Rahmen der Behindertenhilfe,
- Beratung und Hilfe für gefährdete Frauen und Familien, dabei Beteiligung am Münchner Unterstützungsmodell gegen häusliche Gewalt
- Beratung und Hilfe für Prostituierte[2]
- Beratung und Hilfe für psychisch Kranke und Betreuung nach dem Betreuungsgesetz (BtG).
- Unterstützung von wohnungslosen Frauen[3][4][5]

## Struktur des SkF
Der SkF ist heute ein Fachverband im Deutschen Caritasverband.
Der SkF gliedert sich in Deutschland in die in den Diözesen und Ländern gebildeten Zusammenschlüsse.
Die SkF-Ortsvereine sind in einem Gesamtverein zusammengeschlossen, der die SkF-Zentrale mit Sitz in Dortmund unterhält. Es gibt 157 Ortsvereine und 11 Außenstellen mit 9000 ordentlichen und fördernden Mitgliedern, 4400 ehrenamtlichen Mitarbeiterinnen ohne Mitgliedschaft und 5000 beruflichen Mitarbeiterinnen und Mitarbeitern.
Die SkF-Ortsvereine sind Träger von
- ca. 120 Schwangerschaftsberatungsstellen (seit 1999 ohne Bescheinigung gemäß §7 SchKG und §218a StGB),
- ca. 31 Mutter-Kind-Einrichtungen,
- ca. 40 Einrichtungen der Kinder- und Jugendhilfe und
- ca. 35 Frauenhäusern.

Außerdem unterhalten die SkF-Ortsvereine insgesamt 37 Adoptions- und Pflegekinderdienste.
Sie betreiben auch so genannte Babyklappen, in denen Mütter, die nicht mit ihren Säuglingen zurechtkommen, diese anonym abgeben können.
Ungefähr 100 SkF-Ortsvereine sind Betreuungsvereine nach dem Betreuungsgesetz (BtG).
Siehe auch: Deutscher Caritasverband